# Baréhock
 (octobre 2019).
Si vous disposez d'ouvrages ou d'articles de référence ou si vous connaissez des sites web de qualité traitant du thème abordé ici, merci de compléter l'article en donnant les références utiles à sa vérifiabilité et en les liant à la section « Notes et références ».
Baréhock est un village du groupement Baréko de la commune de Baré-Bakem au Cameroun. Elle donne son nom au royaume de Baréhock, dont le roi au XIXe siècle était Ekandjoum Joseph. Ce dernier roi du Moungo est de lignée bantu royale millénaire.

## Géographie
On accède à Baréhock par la route qui relie Nkongsamba à Melong.
Le massif du Manengouba est un site naturel réputé. Formé par d'anciens volcans, il se prête à de courtes randonnées. Depuis les villages où se cultive le café, on monte en quelques heures au cœur du massif où vivent les éleveurs Bororos. Il n'est pas rare de voir un tel partage de l'espace. Les cultivateurs occupent les plaines et les premiers contreforts, les éleveurs peuls s'installent plus haut.

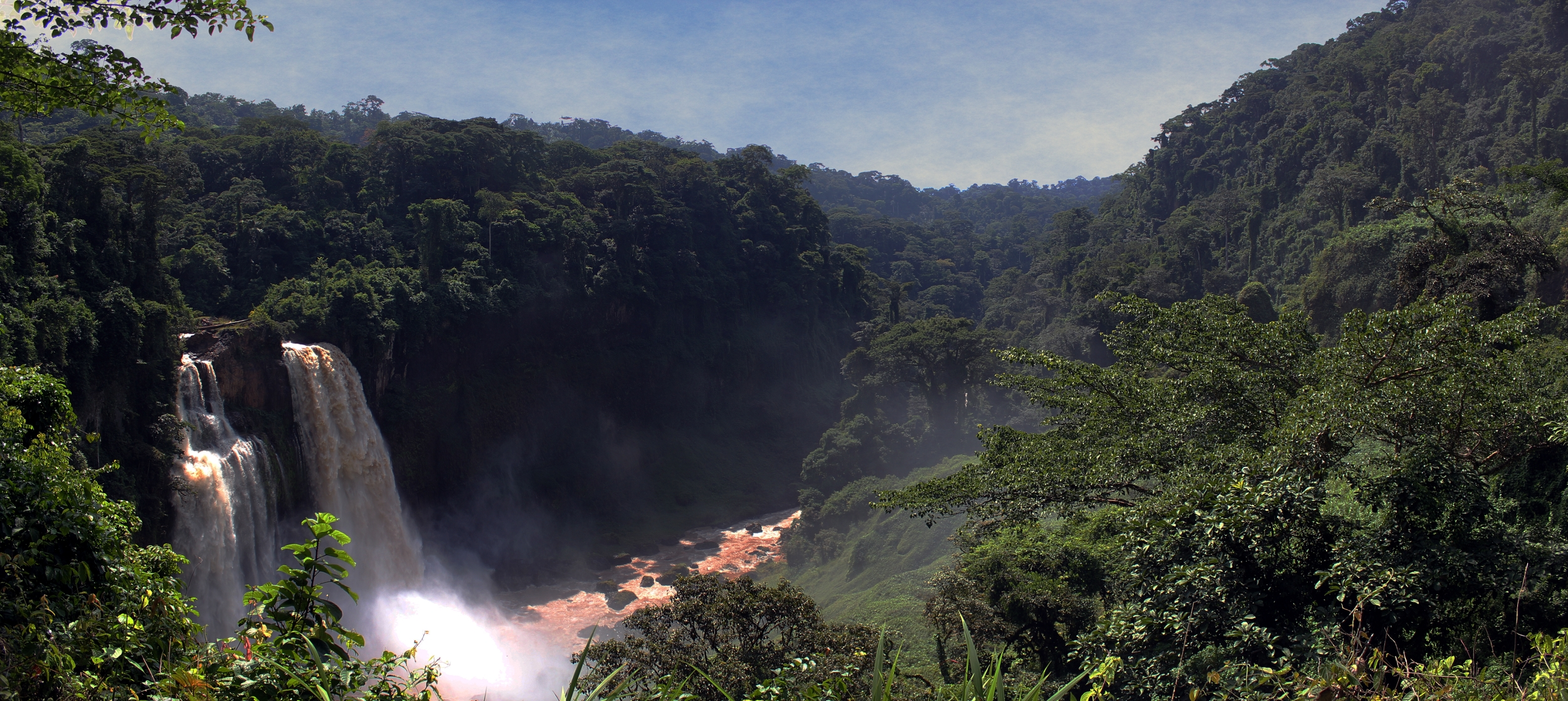
Les chutes d'Ekom.

Cet ancien volcan, qui culmine à 2 411 mètres d'altitude, fait partie de la dorsale volcanique occidentale, comme le mont Cameroun et les monts Bamboutos. Au sommet, la végétation luxuriante disparaît pour laisser place à des collines verdoyantes. On y trouve aussi deux lacs de cratères, où l’on peut se baigner, les lacs Manengouba.
À environ 30 kilomètres de Nkongsamba, sur la route de l'Ouest, entre Nkongsamba et Melong, une piste de 11 kilomètres mène au village d'Ekom, d'où l'on peut voir de très belles chutes, les chutes d'Ekom Nkam. Le Nkam, qui fait la frontière entre les régions du Littoral et de l'Ouest, s'y jette d'une hauteur de 80 m.
Les chutes d'Ekom ont servi de décor au film Greystoke, la légende de Tarzan interprété par Christophe Lambert.

## Histoire
Baréhock est une région du Moungo, dont le dernier roi avant la colonisation était le roi Ekandjoum Joseph. Le peuple de Baréhock, peuple du Moungo (en) est un ancien peuple dont l'existence peut être retracée jusqu'à l'Égypte ancienne. Ce sont des Kushites et Kemites. Le dernier roi du Moungo, Ekandjoum Joseph, était prétendument un descendant du dernier Pharaon d'Égypte. À la suite de l'occupation romaine et ensuite musulmane, les pharaons et leur descendance quittèrent l'Égypte et migrèrent dans plusieurs pays d'Afrique, dont le Congo. 
Le Peuple Douala et le Peuple du Moungo (en) (Mbô'o/ Mungo people (en)) sont aussi appelés SAWA (Peuple Sawa/ Sawa people), ou peuple Bantou. Le Roi Manga Bell et le roi Joseph Ekandjoum étaient amis et apparentés. Les deux rois s'étaient opposés à la colonisation. Après l'assassinat du roi Manga Bell (Rudolf Douala Manga Bell) par l'administration allemande, à la suite de sa revendication des droits pour son peuple, le Roi du Moungo résista mais fut empêché par les Allemands qui divisèrent son territoire. La princesse Rachel Belle est directe descendante des deux rois et a été présenté à la cour royale de Baréhock en 2013 comme Première Princesse après le décès de sa grand-mère reine mère Joséphine Noah Ekandjoum. L'actuel successeur du Roi Ekandjoum Joseph est Joseph Noah Ekandjoum (Joseph II Ekandjoum).  
Quand le roi Manga Bell fut poursuivi par les occupants allemands, il se réfugia plusieurs fois à Baréhock sous la protection du Roi Ekandjoum, puissant roi de l'époque coloniale. Le pasteur Adolf Lotin Same en fit de même. 
Le Roi Manga Bell fut lynché par l'administration allemande. Le roi Ekandjoum Joseph signa un traité de paix avec les occupants dans l'intérêt de son peuple, mais refusa jusqu'à sa mort de coopérer avec l'occupation allemande qui avait lynché son meilleur ami Douala Manga Bell, avec lequel il était en parenté.
Les colons divisèrent le territoire du roi du Moungo Ekandjoum Joseph en arrondissements, départements, de même que d'autres royaumes africains selon leurs intérêts économiques. Le Cameroun et les autres pays Africains furent créés plus tard au XXe siècle, plus précisément vers les années 1960. Le roi du Moungo Ekandjoum Joseph est connu comme un roi qui a été respectable, qui a pu tenir tête à l'occupation allemande et qui était si puissant que les occupants allemands ne pussent l'éliminer comme son allié le roi Manga Bell.
À la suite de l'occupation allemande, anglaise et française au Cameroun, Baréhock devint le point de repère de Joseph Ekandjoum, roi du Moungo au XIXe siècle. Ce point de rencontre et refuge de plusieurs rois sera appelé « Bare hock » par les Allemands, puis deviendra Baréhock par les Français.
Après la Seconde Guerre mondiale, le roi du Moungo Joseph Ekandjoum écrivit des ouvrages sur son peuple, de même que des historiens et chercheurs Européens (tels que Robert Hedinger). Ces ouvrages sur les langues et le peuple du Moungo furent publiés en Europe à la fin du XXe siècle. 

## Culture
La roi ou la reine est de la lignée royale ancestrale. Selon leur tradition millénaire, princes et princesses ont les mêmes droits. Le Premier Prince ou la Première Princesse n'est pas forcément premier né ou première née. Le Premier Prince ou la Première Princesse est descendant directe du roi et celui ou celle avec des facultés particulières dès le plus jeune âge. Entre autres intégrités, il se doit d'être homme ou femme de parole, leader et de défendre les intérêts de tous. Selon la tradition, le roi ou la reine gouverne avec des Ministres. Ceux-ci sont appelés de nos jours « notables ». Le Premier Prince ou la Première Princesse est appelée Prince ou Princesse suivie par son premier nom de famille. En général, les jeunes femmes après l'âge de maturité s'identifient par leur premier nom. Quand elles se marient, le deuxième nom de famille (du père) est remplacé par le nom de leur mari.
Le règne royal était patriarcal ou matriarcal. Pendant les milliers d'années, les conflits éventuels avec d'autres voisins étaient prévenus et résolus par des mariages. Ceci qui assurait la paix relative entre des royaumes.

## Religion
La croyance des Baréhockains, peuple du Moungo, est diverse. La croyance en Dieu est prédominante[évasif], cependant il existe toujours des rites ancestraux.

## Population et développement
En 1967, la population de Baréhock était de 1816 habitants, essentiellement des Baréhockains ou Baréko (appelés peuple du Moungo ou SAWA) et des immigrants Bamiléké. À cette époque, la campagne disposait d'une léproserie, d'une école publique à cycle complet et d'une école catholique à cycle complet.
La population de Baréhock était de 1573 habitants dont 717 hommes et 856 femmes, lors du recensement de 2005. Les Baréko ou Baréhockains sont des Bantou. Le Moungo couvre une superficie de 3 723 km² et compte une population totale de 452 722 habitants. La capitale du royaume du Moungo se trouve à Nkongsamba. Baréhock dispose d'un lycée connu sous le nom du Lycée de Baréhock. Le royaume de Baréhock a accès à l'électricité et l'eau est d'excellente qualité (eau de source).